# Зізінка
Зізінка (рум. Zizinca) — село у повіті Васлуй в Румунії. Входить до складу комуни Делень.
Село розташоване на відстані 267 км на північний схід від Бухареста, 10 км на південь від Васлуя, 69 км на південь від Ясс, 126 км на північ від Галаца.

## Населення
За даними перепису населення 2002 року у селі проживали 282 особи, усі — румуни. Усі жителі села рідною мовою назвали румунську.